# Górczyn (województwo pomorskie)
Górczyn (kaszb. Górczënò) – kaszubska osada leśna w Polsce położona w województwie pomorskim, w powiecie puckim, w gminie Krokowa. Osada wchodzi w skład sołectwa Białogóra.
W latach 1975–1998 miejscowość administracyjnie należała do województwa gdańskiego.
Wcześniej Górczyn był zwany Białogórskim Młynem z powodu znajdującego się tu młyna. Naprzeciwko młyna rośnie dąb, którego obwód pnia wynosi 4,8 m, a jego wysokość wynosi 25 m.